# Jürgen Pütz
Jürgen Pütz (* 15. Juli 1957, geboren in Viersen/Niederrhein) ist ein deutscher Germanist.

## Leben
Jürgen Pütz wuchs in Mönchengladbach-Rheydt auf und begann 1977 mit dem Studium der Germanistik und Philosophie an der Universität zu Köln. Sein Staatsexamen schloss er 1983 mit einer Arbeit über Franz Kafka ab, die im selben Jahr veröffentlicht wurde.

## Forschungsthema
Sein zentrales Forschungsthema fand er mit dem Schriftsteller Albert Vigoleis Thelen, auf den er 1975 durch eine Liste mit „Leseempfehlungen für die 12. und 13 Klasse“ seines Deutschlehrers Frank Orlowski aufmerksam wurde. Seine ersten Begegnungen und Gespräche mit Thelen fanden im April 1983 in Lausanne statt, weitere folgten zwischen 1986 und 1989 in Dülken. Im September 1983, zu Thelens 80. Geburtstag, veröffentlichte er einen ersten Zeitungsartikel und einen Rundfunkbeitrag über den Autor. Dies war der Auftakt zu einer bis heute andauernden intensiven Publikations- und Forschungstätigkeit, deren Schwerpunkte biographische Aspekte, Thelens vielschichtiges Spiel um Realität und Fiktion sowie seine Sprache und sein ausufernder Wortschatz sind.
Teile der Dissertation, die Pütz 1989 an der Universität zu Köln bei seinem Doktorvater Walter Hinck einreichte, hat Thelen noch gelesen und mit wertvollen Anregungen versehen. Sie wurde 1990 unter dem Titel „Doppelgänger seiner selbst. Der Erzähler Albert Vigoleis Thelen“ veröffentlicht.
Gemeinsam mit Ulrich Faure, mit dem er auch Thelens Briefe herausgab, betreibt er seit 2000 die Website www.vigoleis.de. Seit Jahren arbeitet er an einem umfangreichen Wörterbuch zu Thelens Sonderwortschatz. In der Manege der Wörter sei er Clown, Hochseilartist und Zirkusdirektor zugleich gewesen.

## Veröffentlichungen
Bücher (Auswahl)
- Kafkas „Verschollener“ – ein Bildungsroman? Frankfurt am Main 1983.
- In Zweifelsfällen entscheidet die Wahrheit. Beiträge zu Albert Vigoleis Thelen. Hrsg. von Jürgen Pütz. Viersen 1988.
- Doppelgänger seiner selbst. Der Erzähler Albert Vigoleis Thelen. Wiesbaden 1990.
- Sie tanzte nackt auf dem Söller. Das Leben des Albert Vigoleis Thelen. Aus seinen Texten zusammengestellt von Jürgen Pütz. Hildesheim 1992.
- Lauter Vigoleisiaden. Der zweite Blick auf Albert Vigoleis Thelen. Hrsg. von Jürgen Pütz. Erschienen als Band 199 der Literaturzeitschrift die horen. Bremerhaven 2000.
- Albert Vigoleis Thelen. Erzweltschmerzler und Sprachschwelger. Eine Bildbiographie. Hrsg. von Jürgen Pütz. Bremerhaven 2003.
- Albert Vigoleis Thelen. Meine Heimat bin ich selbst. Briefe 1929–1953. Hrsg. und mit einem Vorwort von Ulrich Faure und Jürgen Pütz. Köln 2010.
- Albert Vigoleis Thelen. Im Lande des Don Quijote. Drei Briefe. Hrsg. und mit einem Vorwort von Jürgen Pütz. Witzwort 2014.
- Im Abseits der Gruppe 47. Albert Vigoleis Thelen und andere Unzeitgemäße im Literaturbetrieb der 1950er und 1960er Jahre. Hrsg. von Heinz Eickmans, Werner Jung und Jürgen Pütz. Duisburg 2019.